# General MacArthur
General MacArthur es un municipio de la provincia de Sámar Oriental en Filipinas. Según el censo del 2007, tiene 11,625 habitantes.

## Barangayes
General MacArthur se subdivide administrativamente en 30 barangayes.
| - Alang-alang - Binalay - Calutan - Camcuevas - Domrog - Limbujan - Magsaysay - Osmeña - Pingan - Población Barangay I - Población Barangay II - Población Barangay III - Población Barangay IV - Población Barangay V - Población Barangay VI | - Población Barangay VII - Población Barangay VIII - Laurel - Roxas - Quirino - San Isidro - San Roque - Santa Cruz (Opong) - Santa Fe - Tugop - Vigan - Macapagal - Aguinaldo - Quezon - Tandang Sora |